# Blue Mammoth Games
Blue Mammoth Games, известно още като BMG, е независимо студио за видеоигри, основано през 2009 г. от Мат Уумър и Линкълн Хамилтън, намиращо се в Атланта.
Първата им издадена игра е Dungeon Blitz, MMORPG игра, създадена през 2012 г. Играта е класирана от Facebook като едно от най-успешните заглавия в каталога на социалната мрежа, достигайки до 7 милиона играчи. През 2014 г. компанията обявява втората си и най-успешна игра – Brawlhalla, която е пусната в режим на ранен достъп от 2015 до 2017 г., когато става цялостна игра.
На 2 март 2018 г. студиото е придобито от Ubisoft.